# Sur (revista)
Sur era una publicació literària de Buenos Aires, fundada i finançada principalment per la intel·lectual Victoria Ocampo el 1931. Sota el mateix nom aparegué el 1933 una editorial també fundada per Ocampo.
La revista va tenir entre els seus col·laboradors figures de la talla de Jorge Luis Borges, José Bianco, Waldo Frank, Walter Gropius, Gisèle Freund o Alfonso Reyes, entre d'altres. També, el filòsof espanyol Ortega y Gasset donava suport intel·lectual a Sur, i les seves primeres edicions duien el colofó de la Revista de Occidente del filòsof. Tot i que hi publicaven escriptors tant d'esquerres com de dretes, la revista tenia un clar perfil anti-nazi i anti-franquista, i va celebrar el triomf dels aliats a la Segona Guerra Mundial. Més endavant va prendre un caire ideològic anti-peronista, i es va mostrar simpatitzant de la Revolución Libertadora que va fer caure Juan Domingo Perón el 1955. En els seus darrers temps José Bianco, que ocupava el lloc de secretari de redacció, es va anar distanciant de la publicació per motius personals i la va abandonar finalment per ocupar el lloc de jurat al Premi Casa de las Américas.
Entre els seus secretaris de redacció hi hagué Guillermo de la Torre, José Bianco, Jorge Luis Borges, Raimundo Lida, Ernesto Sábato, María Luisa Bastos, "Péle" Pelegrina Pastorino, Nicolas Barrios Lynch i Enrique Pezón.
El primer exemplar de la revista va sortir l'estiu de 1931 i el darrer aparegué el 1992. Durant aquest període se'n varen publicar 371 números, tot i que en els seus darrers 26 anys l'aparició dels volums es va anar espaiant més i més: entre 1931 y 1966 es varen editar 305 números, i en els següents 26 anys, només 67.